# Chihiro Igarashi
Chihiro Igarashi (五十嵐 千尋 (Igarashi Chihiro)), née le 24 mai 1995 dans la préfecture de Kanagawa, est une nageuse japonaise, spécialiste de la nage libre. Elle a remporté la médaille de bronze sur le 400 m nage libre aux Mondiaux en petit bassin 2016.

## Jeunesse
Chihiro Igarashi débute la natation à l'âge de trois ans.
Elle fait des études à l'Université nippone des sciences sportives (en).

## Carrière
Elle remporte ses premières médailles internationales lors en septembre 2014 lors des Jeux asiatiques avec le bronze sur le 400 m nage libre et l'argent sur le 200 m nage libre ainsi qu'avec le relais 4 × 200 m nage libre.
Sélectionnée pour les Jeux olympiques d'été de 2016 à Rio de Janeiro, elle nage le 200 m et le 400 m nage libre et participe au relais 4 × 200 m nage libre japonais. Sur le 200 m, elle termine 7e de sa série en 1 min 57 s 88 et ne se qualifie par pour les demi-finales. Sur le 400 m, elle remporte sa série en 4 min 07 s 52 mais ne dépasse pas le stade des séries non plus. Avec Sachi Mochida, Tomomi Aoki et Rikako Ikee, elle nage le 4 × 200 m nage libre qui termine 8e de la finale en 7 min 56 s 76. Quelques semaines plus tard, aux Championnats du monde en petit bassin 2016, elle rafle la médaille de bronze sur le 400 m nage libre en 3 min 59 s 41 derrière l'Américaine Leah Smith (3 min 57 s 78) et la Russe Veronika Popova (3 min 58 s 90). Elle établit lors de cette course son record personnel sur cette distance.
L'année suivante, aux Mondiaux 2017, Chihiro Igarashi nage le 200 m nage libre en 1 min 57 s 96 et termine 13e. Le relais 4 × 200 m nage libre dont elle fait partie termine 5e de la finale et bat le record du Japon de la distance en 7 min 50 s 43. Aux Universiades, elle est membre du 4 × 100 m 4 nages qui remporte la médaille d'or en 4 min 00 s 24 devant les Américaines et les Italiennes. Son relais 4 × 200 m nage libre monte sur la troisième marche du podium en 7 min 59 s 59 derrière les Russes et les Américaines.
Lors des Jeux asiatiques de 2018, Igarashi monte sur la première marche du podium avec ses coéquipières du relais 4 × 100 m nage libre - composé de Rikako Ikee, Natsumi Sakai et Tomomi Aoki - en battant le record des Jeux en 3 min 36 s 52 battant le relais Chinois (3 min 36 s 78) et le relais Hongkongais (3 min 41 s 88). Elle nage également le 200 m nage libre et finit sur la troisième marche du podium en 1 min 57 s 49 derrière les Chinoises Li Bingjie et l'Yang Junxuan. Pour sa dernière course, elle rafle une nouvelle fois le bronze en nageant en 4 min 08 s 48 son 400 m nage libre. Elle arrive derrière les Chinoises Wang Jianjiahe et Li.

## Palmarès
| Date | Compétition                           | Lieu           | Place | Course               |
| ---- | ------------------------------------- | -------------- | ----- | -------------------- |
| 2013 | Championnats du monde                 | Barcelone      | 8e    | 4 × 200 m nage libre |
| 2014 | Championnats pan-pacifiques           | Gold Coast     | 6e    | 200 m nage libre     |
| 2014 | Championnats pan-pacifiques           | Gold Coast     | 6e    | 1 500 m nage libre   |
| 2014 | Championnats pan-pacifiques           | Gold Coast     | 4e    | 4 × 200 m nage libre |
| 2014 | Jeux asiatiques                       | Incheon        | 2e    | 200 m nage libre     |
| 2014 | Jeux asiatiques                       | Incheon        | 3e    | 400 m nage libre     |
| 2014 | Jeux asiatiques                       | Incheon        | 6e    | 800 m nage libre     |
| 2014 | Jeux asiatiques                       | Incheon        | 2e    | 4 × 200 m nage libre |
| 2014 | Championnats du monde en petit bassin | Doha           | 4e    | 400 m nage libre     |
| 2016 | Jeux olympiques                       | Rio de Janeiro | 8e    | 4 × 200 m nage libre |
| 2016 | Championnats du monde en petit bassin | Windsor        | 3e    | 400 m nage libre     |
| 2017 | Championnats du monde                 | Budapest       | 13e   | 200 m nage libre     |
| 2017 | Championnats du monde                 | Budapest       | 4e    | 4 × 100 m nage libre |
| 2017 | Universiade                           | Taipei         | 8e    | 50 m nage libre      |
| 2017 | Universiade                           | Taipei         | 1re   | 4 × 100 m 4 nages    |
| 2017 | Universiade                           | Taipei         | 6e    | 4 × 100 m nage libre |
| 2017 | Universiade                           | Taipei         | 3e    | 4 × 200 m nage libre |
| 2018 | Jeux asiatiques                       | Jakarta        | 3e    | 200 m nage libre     |
| 2018 | Jeux asiatiques                       | Jakarta        | 3e    | 400 m nage libre     |
| 2018 | Jeux asiatiques                       | Jakarta        | 1re   | 4 × 100 m nage libre |
| 2018 | Championnats du monde en petit bassin | Hangzhou       | 4e    | 4 × 100 m nage libre |
| 2018 | Championnats du monde en petit bassin | Hangzhou       | 5e    | 4 × 200 m nage libre |

## Records personnels
| Course           | Temps         | Lieu           | Date         |
| ---------------- | ------------- | -------------- | ------------ |
| 50 m nage libre  | 25 s 27       | Tokyo          | 2 août 2019  |
| 100 m nage libre | 54 s 96       | Tokyo          | 10 août 2018 |
| 200 m nage libre | 1 min 57 s 18 | Rio de Janeiro | 10 août 2016 |
| 400 m nage libre | 4 min 07 s 52 | Rio de Janeiro | 7 août 2016  |
| 800 m nage libre | 8 min 39 s 26 | Barcelone      | 10 juin 2015 |
| 50 m papillon    | 25 s 82       | Tokyo          | 3 août 2019  |

| Course           | Temps         | Lieu    | Date             |
| ---------------- | ------------- | ------- | ---------------- |
| 50 m nage libre  | 26 s 20       | Tokyo   | 21 février 2009  |
| 100 m nage libre | 55 s 99       | Tokyo   | 10 novembre 2013 |
| 200 m nage libre | 1 min 55 s 03 | Tokyo   | 14 novembre 2017 |
| 400 m nage libre | 3 min 59 s 41 | Windsor | 9 décembre 2016  |